# 김부용
김부용(본명: 김현용, 1976년 6월 6일~)은 대한민국의 가수 겸 작사가이자 방송인 겸 기업인이다.

## 학력
- 안양예술고등학교 졸업
- 대구전문대학 방송연예학과 1학년 1학기 중퇴
- 서울예술전문대학 방송연예학과 전문학사(1997년 2월)

## 음반
- 《Friend and Dream》 (1995년) - 데뷔곡 '돌아보면'
- 《CHANCE》 (1996년) - 타이틀곡 '풍요속의 빈곤'
- 《A Better Tomorrow》 (1998년) - 타이틀곡 '그녀의 부모님께'
- 《조금만 더 참아줘》 (2010년) (디지털 싱글)

### OST
- 《비트 OST》 (1997년)

## 뮤직비디오
- S.Papa - 《참 다행이야》 (2004년)
- 이수영 & 신동엽 - 《행복을 주는 사람》 (2006년)

## 방송
- SBS 《불타는 청춘》 (2017년~2021년) ... 불청 시즌1 끝으로 하차
- JTBC 《투유 프로젝트 슈가맨》 (2015년 8월 26일)